# Húnaflói

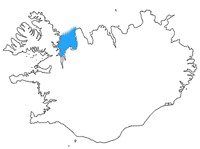
Locatie van Húnaflói in IJsland

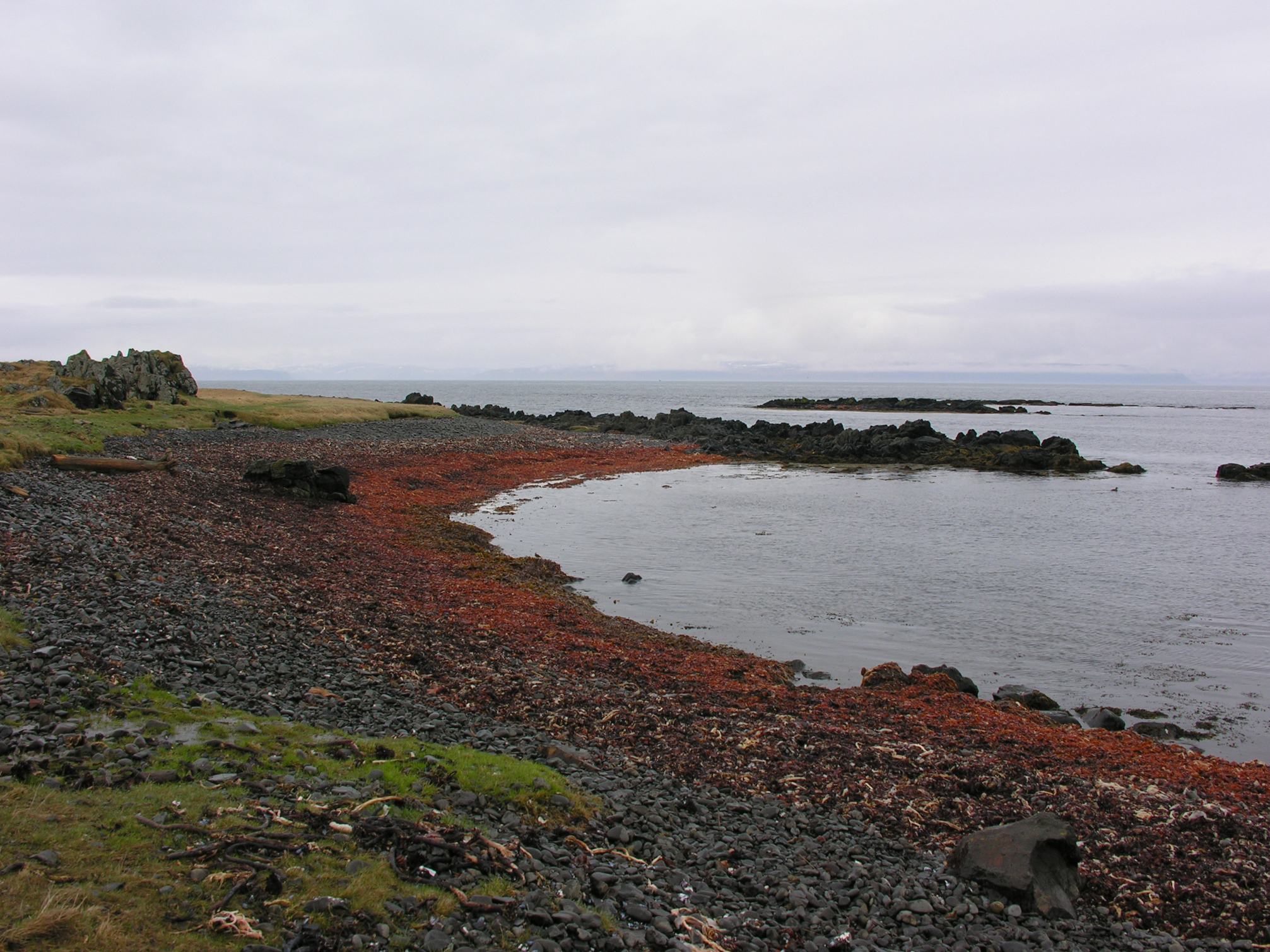
Húnaflói, puntje van het schiereiland Vatnsnes

De baaien van Húnaflói

Húnaflói is een grote baai in het noordwesten van IJsland tussen de Westfjorden en het schiereiland Skagi. De baai is ongeveer 50 km breed en 100 km lang.

## Naam
húni betekent in het IJslands jonge ijsbeer, flói betekent baai. Húnaflói betekent dus baai van de jonge ijsberen.
Dit wordt verklaard door het feit dat hier, en soms ook op andere plaatsen in het noorden van IJsland, ijsberen met de stroom meekomen uit Groenland en hier terechtkomen.

## Fjorden, de lagune en de schiereilanden
De baai splitst zich op naar het westen in de Steingrímsfjörður, de Bjarnarfjörður, de Kollafjörður en de Bitrufjörður, die tot de Westfjorden behoren.
Oostwaarts liggen Hrútafjörður (Ramsfjord) en Miðfjörður waar de kleine nederzettingen Laugarbakki en Hvammstangi zijn.
Het schiereiland Vatnsnes scheidt dit van Húnafjörður met de dorpen Blönduós en Skagaströnd.
Aan de zuidelijke kust van de Húnafjörður ligt Þingeyrasandur die het getijdenmeer Hóp van de Húnaflói scheidt.
Aan de oostelijke kust van de Húnaflói ligt het schiereiland Skagi.